# Membracis tectigera
Membracis tectigera är en insektsart som beskrevs av Olivier. Membracis tectigera ingår i släktet Membracis och familjen hornstritar. Inga underarter finns listade i Catalogue of Life.